# Palazzo del Toscano
Palazzo Paternò del Toscano (anche conosciuto come Palazzo del Toscano), a Catania sorge in piazza Stesicoro all'angolo con Via Etnea. Fu edificato intorno al 1870 quale residenza cittadina dei Paternò Marchesi del Toscano su progetto dell'architetto milanese Errico Alvino.

## Il palazzo
Il palazzo fu inizialmente costruito, ai primi del Settecento, su progetto dell'insigne architetto Gian Battista Vaccarini, ma la sua edificazione si fermò al primo piano soprastante gli ampi locali di servizio sulla strada, scanditi dagli archi in pietra bianca e nera tipici di altri monumenti del barocco catanese.
Abitato dalla famiglia Tedeschi Bonadies baroni di Villermosa, nel 1858 fu destinato dall'ultimo discendente della casata al nipote Antonino Paternò del Toscano, che di lì a poco sarebbe divenuto primo sindaco di Catania, malgrado le precedenti affermazioni di fede borbonica.
Il marchese del Toscano, a sostegno dell'ascesa del casato nell'Italia unita, decise di continuare la costruzione del palazzo, rimaneggiandone però l'architettura complessiva.
Dopo un primo incarico al torinese Poletti, più rispettoso del primitivo impianto del Vaccarini, il marchese si affidò all'architetto milanese (ma attivo principalmente a Napoli) Errico Alvino che realizzò un'architettura neorinascimentale compatta e severa, ma chiaramente influenzata dall'eclettismo artistico dell'Ottocento e, insieme, dal gusto per gli ambienti "a tema" proprio dei palazzi napoletani.
Il progetto di Alvino, fu ben presto d'ispirazione per altri palazzi della città come il vicino palazzo Beneventano della Corte.
I decori e l'arredamento della sala di rappresentanza, nonché i rivestimenti marmorei e gli affreschi del grandioso scalone d'onore, furono cura dell'erede primogenito Giovanbattista Paternò, II marchese del Toscano, sposato a una Caracciolo di Napoli e anch'egli sindaco di Catania in periodi alterni, tra cui quello coincidente con il completamento e l'inaugurazione del teatro Massimo Vincenzo Bellini.
Per i decori furono chiamati i migliori artisti disponibili in quel momento sulla piazza catanese, da Alessandro Abate a Giuseppe Sciuti.